# Кецко, Антон Митрофанович
Антон Митрофанович Кецко ( 14 февраля 1907 , д. Замогилье, ныне д. Рассвет Солигорского района — 29 марта 1978 ) — пресвитер Минской церкви евангельских христиан-баптистов (ЕХБ) в 1942—1945 и 1972—1974 годах. Праведник народов мира (16.11.2005)  .

## Биография
Родился в крестьянской семье, где было 6 детей. С 10-летнего возраста работал пастухом у зажиточных крестьян, с 1928 — лесником, позже кузнецом. В 1923 году услышал проповедь одного из братьев Слуцкой церкви ЕХБ, стал посещать сообщества верующих по домам и в Слуцкой церкви. Летом 1928 года крестился в Старобинской церкви ЕХБ  . Вскоре он был избран членом церковного совета и почти сразу испытал на себе неприязнь советской власти.
В 1930 году арестован вместе с ещё 200 евангельскими, православными, католическими священниками и раввинами, а также семьями зажиточных крестьян. Попал в лагерь при строительстве железной дороги Орша-Лепель. Освобожден в 1933 году.
С трудом устроился на работу инструктором военно-строительных работ УВБРВ в Слуцке. Посещал сообщество слуцких верующих ЕХБ, где познакомился с будущей женой Ниной. Когда в 1933 году они решили взять брак, то не могли найти брата ЕХБ для проведения обряда, все пресвитеры были в лагерях, а дома молитвы закрытые. В конце концов, брат Виктор Николаевич Чечнев (старший пресвитер ЕХБ по Беларуси в 1923-1930 годах) тайна провел обряд на собственной квартире в присутствии 10 близких родственников 
В 1937 году на общем собрании строителей УВБРВ Антону Кецко предложили переизбраться лучшим рабочим. Однако один из рабочих знал о заключении Кецко в лагерь в 1930-1933 годах и громко сообщил об этом. Руководством на собрании Кецко был назван «чуждым элементом», который пробрался в ряды строителей, «врагом народа» и был изгнан.
Зная, что можно ожидать нового ареста, Кецко с женой в конце 1937 года уехал в Башкирию. До 1940 года работал прорабом на Башкирского железной дороге. В 1940 году, снова избегая ареста, Кецко вернулись в Беларусь, Антон устроился прорабом на строительство авиазавода (ныне МТЗ).
Во время Великой Отечественной войны Антон Кецко, вместе с другим братом ЕХБ Владимиром Канатушем, добился от немецких оккупационных властей разрешения на проведения богослужений, ведь нелегальные собрания угрожали всем верующим расстрелом.  Также оккупационная администрация выделила помещение для храма ЭХБ по ул. Немигская . В январе 1942 года Антон Кецко был избран пресвитером Минской церкви ЕХП, которым и был до 1945 года. Верующие Минской церкви ЕХБ, которые сами страдали от недостатка во всем, собирали обувь, одежду и продукты в молитвенном доме на улице Немигской, которые использовали для помощи нуждающимся.
По просьбе главы городской администрации Вацлава Ивановского  минская община РЭБ позаботилась о детских домах №2 и №7, собрала для них продукты, одежду, лекарства. Среди 126 воспитанников этих приютов было 72 еврея. Скрыть их было невозможно, так как оккупационным властям было известно общее количество воспитанников. В ходе проверок Антон Кецко заменял детей типично еврейской внешности или тех, кто мог выдать себя, на своих дочерей и детей других верующих ЕХБ. Информацию об осмотрах Кецко получила от единоверца, немецкого офицера Герхарда Крюгера, которому помогали ещё двое верующих немцев Фурман и Най  . Также верующие ЕХБ приводили в приемные детские дома бездомных еврейских детей, зарегистрированных под нееврейскими фамилиями. Эта деятельность фактически продолжалась до конца оккупации летом 1944 года. Религиозным воспитателем в детских домах был назначен один из братьев Минской церкви ЕХБ, Яков Рапецкий, которому было поручено распределение помощи от общины ЕХБ среди детей  .
Деятельности Антона Кецко и его жены Нины в старом здании Музея Великой Отечественной войны, в экспозиционном зале № 3 «Оккупационный режим и преступники гитлеровцев на территории Беларуси в 1941-1944 гг.», был отведен отдельный стенд  .
В 1943 году Антон Кецко сумел выдать 15000 экземпляров Нового Завета  . Он также редактировал белорусскоязычный «Евангельский христианский гимн» , изданный тиражом 5500 экземпляров  . Он писал в «Белорусской газете» о положении церкви ЕХБ в Беларуси  .
В июне 1944 года Антон Кецко с семьей был вывезен на принудительные работы в Германию , по другим данным он был «эвакуирован»  .
Вернулся с семьей в Минск в апреле 1945 года  . Поселились в комнате сестры жены с двумя детьми, на улице. Пролетарский - 8 человек на 9 кв. м для детей сделали трехъярусные нары. Антон Кецко устроился столяром в Академии наук, но работал там лишь 8 дней. Арестован 2 ноября 1945 года по дороге на работу. Вечером того же дня в комнате провели обыск, но ничего не нашли, кроме двух часов  .
А. Кецко был осужден 28.3.1946 года военным трибуналом войск НКВД Минской области к 10 годам лишения свободы, по ст. 72 «проведение контрреволюционной пропаганды и возведение клеветы на Советскую власть», с поражением в правах и конфискацией имущества  .
Жена долгое время не знала о судьбе мужа, она осталась беременная и с тремя детьми — 11-летней Лидой, 6-летней Валей и 1,5 летней Галей. Она объясняла дочерям, что отец пострадал за любовь к Христу.  Вскоре родился сын Николай. Семье, которая осталась без жилья и средств, как-то помогали верующие ЕХБ. Одну из дочерей — Валю, пришлось в 1949 году отдать в детский дом, где она жила до возвращения отца в 1953 году  .
Антон Кецко отбывал наказание в лагере «Тахтамыгда» в Амурской области. Освобожден в 1953 году, после смерти Сталина , благодаря ходатайству сотрудников детских домов и спасенных детей  . Реабилитирован 16 февраля 1994 года Минским областным судом  .
После освобождения Антон Кецко работал строителем в различных заведениях Минска. Снова присоединился к Минской церкви ЕХБ. В 1967 году был избран старшим пресвитером по Минской области и заместителем старшего пресвитера по Беларуси. Был в церковном совете Минской церкви ЕХБ, в 1972-1974 годах — её пресвитером. Руководил постройкой нового молитвенного дома Минской общины ЕХБ  .
В 1966 году умерла жена Нина Адамовна. К тому времени дети уже были взрослыми и имели свои семьи. Валя и Галя пели в хоре минского храма ЕХБ. Муж Вали - И. И. Панько - был диаконом Минского храма ЕХБ, помогал А. Кецку в служении церквам области, а в 1989 г. был избран пресвитером Виленского храма ЕХБ, а затем - епископом церквей ЕХБ Литвы  .
Антон Кецко умер 29 марта 1978 года. Похоронен на Чижовском кладбище в Минске, слова из 2 Тим. 4:7-8: «Добрым делом я решился, совершил путь, сохранил веру; и ныне готовится мне венец истины, который даст мне Господь»  .